# Jean Bauhin

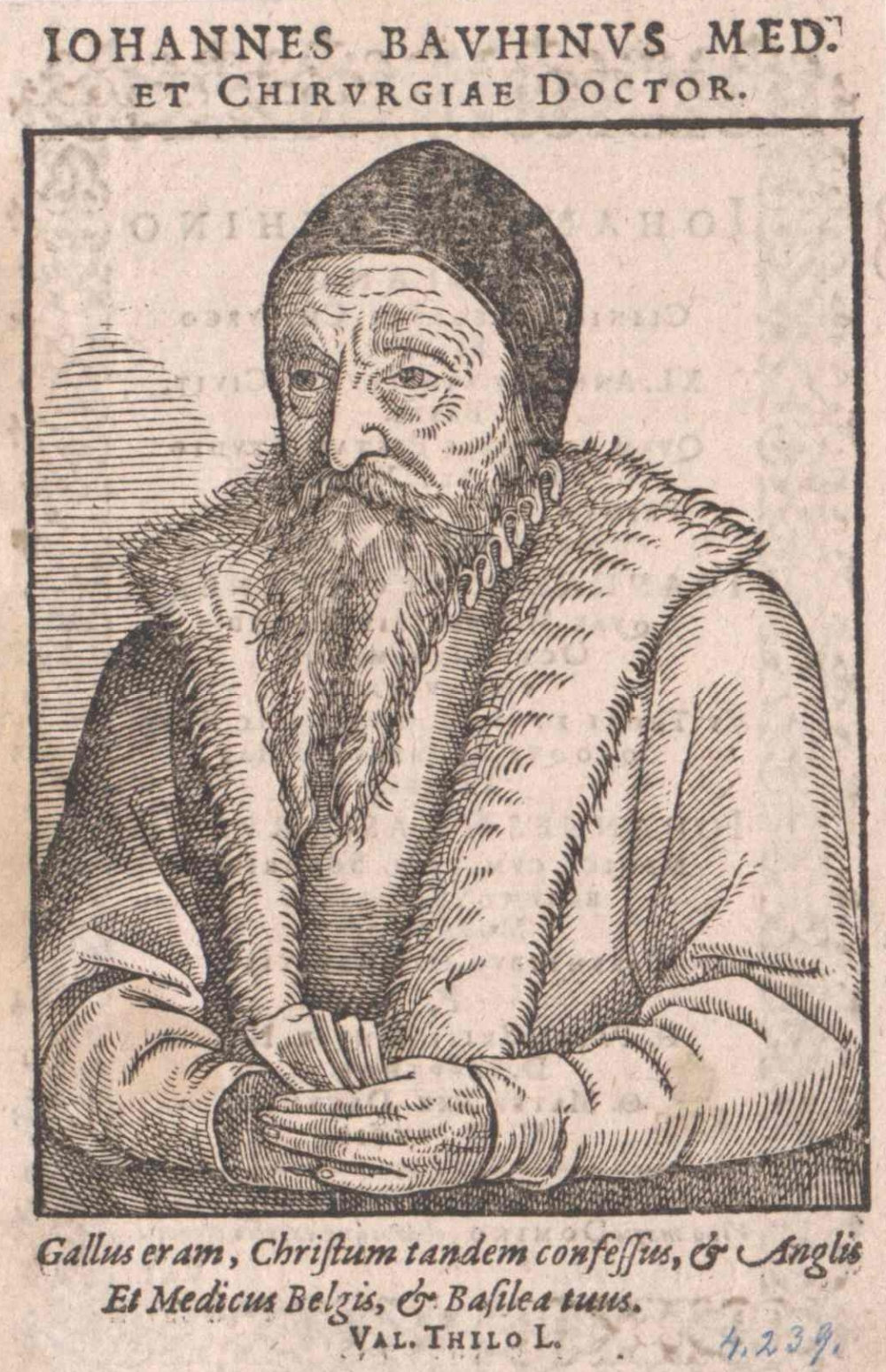
Johannes Bauhinus

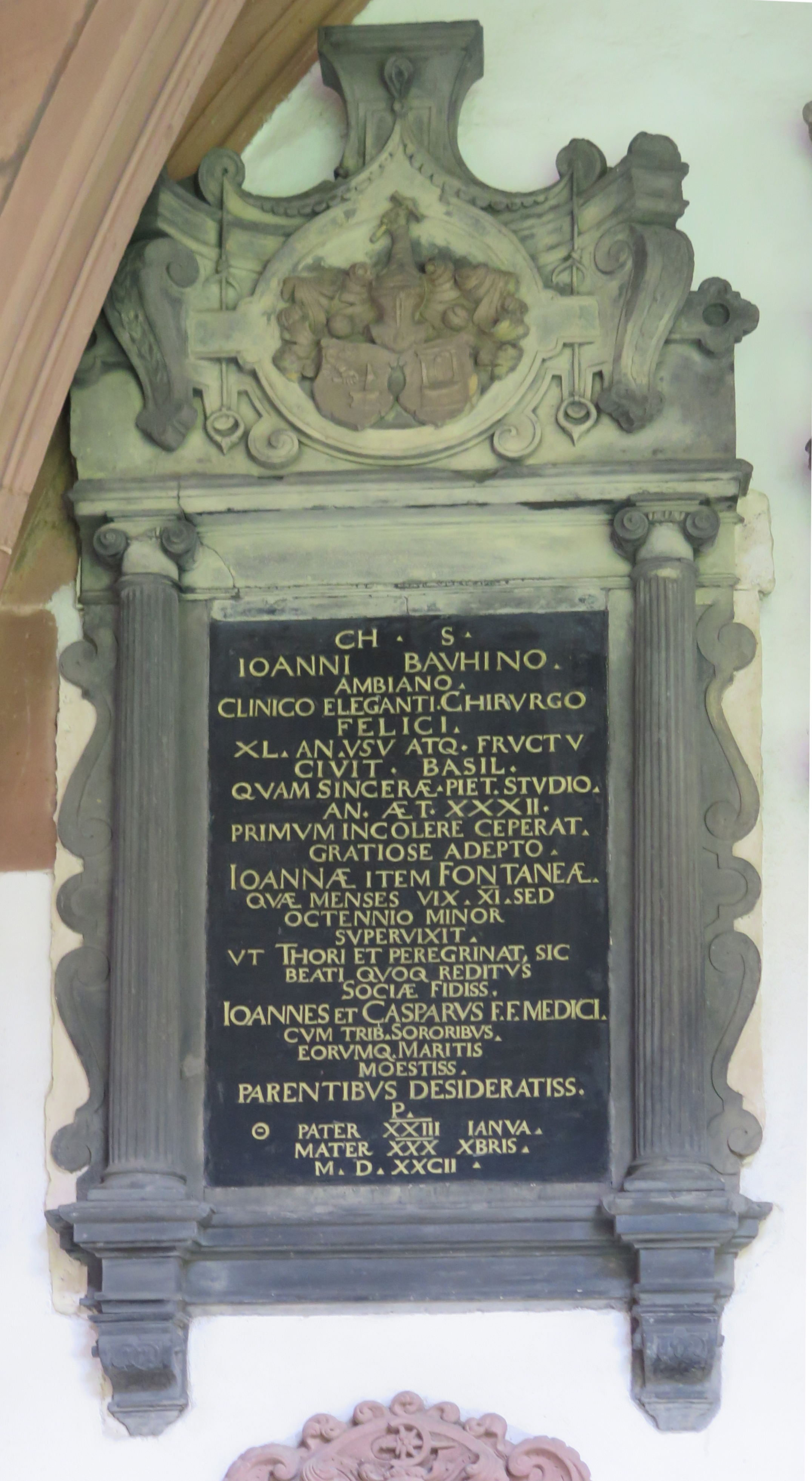
Epitaph im Kreuzgang des Basler Münsters

Jean Bauhin oder Johann(es) Bauhin(ius) (* 24. August 1511 in Amiens; † 23. Januar 1582 in Basel) war ein französischer Arzt.

## Leben und Wirken
Jean Bauhin zog schon in jungen Jahren nach Paris, wo sein gleichnamiger Onkel als Wundarzt tätig war. Von 1532 bis 1537 ist er an der Universität Paris nachgewiesen. Bauhin betrieb eine blühende Praxis, zu seinen Patienten gehörte auch Margarete von Navarra, die Schwester von König Franz I., welche dem evangelischen Glauben zuneigte.
Schon früh hatte sich Bauhin von der römischen Kirche abgewandt. Er musste deshalb nach England und in die Niederlande emigrieren. Von Antwerpen, wo er als Arzt tätig war, flüchtete er 1542 oder 1543 nach Basel. Dort kam er zunächst als Korrektor in der Druckerei von Hieronymus Froben unter. Dann praktizierte er weiter. Er galt als Arzt des unter falschem Namen in Basel niedergelassenen niederländischen Täufers David Joris und seiner Anhänger. Wie Joris’ Schwiegersohn Nicolaas Meyndertsz van Blesdijk distanzierte er sich aber 1554 vom Oberhaupt der Sekte. Besonders eng verbunden war Bauhin mit Sebastian Castellio und wie dieser wurde er von der Genfer Kirche unter Calvin angefeindet. Nach Castellios Tod kümmerte er sich um Frau und Kinder des Freundes und als einer der Testamentsvollstrecker verwahrte er auch dessen nachgelassene Schriften.
Im Dezember 1557 immatrikulierte sich Jean Bauhin an der Universität Basel. Obwohl er sich im folgenden Jahr der damals neu eingeführten Disputation stellte – die Thesen, welche er verteidigen wollte, sind erhalten –, wurde er erst 1575 in die Körperschaft der akademischen Ärzte aufgenommen. Einen Lehrstuhl an der Universität hat er nie besetzt, amtete aber 1580/81 als Dekan; über die Hintergründe dieser ungewöhnlichen Wahl ist nichts bekannt. Im Urteil eines jüngeren Kollegen, Theodor Zwinger, war er als Arzt mehr Praktiker als Wissenschaftler, galt aber damals auch in seinem Glauben nicht mehr als Außenseiter.
Außer den oben genannten Thesen hat Jean Bauhin nichts publiziert.
Bauhin war verheiratet mit Jeanne de Fontaine und begründete die Gelehrtenfamilie Bauhin, die bis ins 18. Jahrhundert in Basel zahlreiche Mediziner und sonstige Akademiker stellte. Seine Söhne Caspar und Johann waren Ärzte und Botaniker. Seine Tochter Elisabeth war mit dem evangelischen Pfarrer Paul Cherler verheiratet.